# Djaniny
Jorge Djaniny Tavares Semedo, meglio conosciuto come Djaniny (Santa Cruz, 21 marzo 1991), è un calciatore capoverdiano, attaccante svincolato.

## Carriera

### Club
Ha giocato nella massima serie portoghese con l'Olhanense ed il Nacional ed in quella messicana con il Santos Laguna. Dal 2018 al 2020 ha giocato in Arabia Saudita con l'Al-Ahli, club della prima divisione locale; in seguito ha giocato nella prima divisione turca con il Trabzonspor, con cui nella stagione 2021-2022 ha anche vinto un campionato. Nella seconda metà della stagione 2022-2023 gioca in prestito negli Emirati Arabi Uniti allo Sharjah, per poi tornare al Trabzonspor.

### Nazionale
Nel 2013 ha partecipato con la sua nazionale alla Coppa d'Africa, manifestazione in cui debutta il 27 gennaio 2013 nella partita vinta per 2-1 contro l'Angola nell'ultima partita della fase a gironi. Il 24 marzo dello stesso anno segna la sua prima doppietta in nazionale, in una partita vinta contro la Guinea Equatoriale. Prende parte anche alla Coppa d'Africa del 2015. Inizialmente convocato per la Coppa d'Africa 2021, è stato sostituito da Vagner in seguito ad un infortunio.

## Statistiche

### Presenze e reti nei club
Statistiche aggiornate al 22 maggio 2025.
| Stagione             | Squadra              | Campionato           | Campionato | Campionato | Coppe nazionali | Coppe nazionali | Coppe nazionali | Coppe continentali | Coppe continentali | Coppe continentali | Altre coppe | Altre coppe | Altre coppe | Totale | Totale |
| Stagione             | Squadra              | Comp                 | Pres       | Reti       | Comp            | Pres            | Reti            | Comp               | Pres               | Reti               | Comp        | Pres        | Reti        | Pres   | Reti   |
| -------------------- | -------------------- | -------------------- | ---------- | ---------- | --------------- | --------------- | --------------- | ------------------ | ------------------ | ------------------ | ----------- | ----------- | ----------- | ------ | ------ |
| 2011-2012            | União Leiria         | PL                   | 28         | 5          | CP+CdL          | 0+1             | 0+0             | -                  | -                  | -                  | -           | -           | -           | 29     | 5      |
| ago. 2012            | Benfica B            | SL                   | 2          | 1          | -               | -               | -               | -                  | -                  | -                  | -           | -           | -           | 2      | 1      |
| 2012-2013            | Olhanense            | PL                   | 19         | 0          | CP+CdL          | 0+1             | 0+0             | -                  | -                  | -                  | -           | -           | -           | 20     | 0      |
| 2013-2014            | Nacional             | PL                   | 24         | 7          | CP+CdL          | 0+1             | 0+1             | -                  | -                  | -                  | -           | -           | -           | 25     | 8      |
| 2014-2015            | Santos Laguna        | PD                   | 29+6       | 4+2        | cMX             | 10              | 5               | -                  | -                  | -                  | -           | -           | -           | 45     | 11     |
| 2015-2016            | Santos Laguna        | PD                   | 27+2       | 10         | -               | -               | -               | CCL                | 7                  | 4                  | CC          | 1           | 0           | 37     | 14     |
| 2016-2017            | Santos Laguna        | PD                   | 27+1       | 6          | cMX             | 5               | 2               | -                  | -                  | -                  | -           | -           | -           | 33     | 8      |
| 2017-2018            | Santos Laguna        | PD                   | 32+5       | 18+2       | cMX             | 5               | 0               | -                  | -                  | -                  | -           | -           | -           | 42     | 20     |
| Totale Santos Laguna | Totale Santos Laguna | Totale Santos Laguna | 115+14     | 38+4       |                 | 20              | 7               |                    | 7                  | 4                  |             | 1           | 0           | 157    | 53     |
| 2018-2019            | Al-Ahli              | SPL                  | 21         | 20         | KC              | 3               | 3               | ACL                | 7                  | 1                  | CdC         | 1           | 1           | 42+    | 25+    |
| 2019-2020            | Al-Ahli              | SPL                  | 22         | 8          | KC              | 3               | 0               | ACL                | -                  | -                  | -           | -           | -           | 25     | 8      |
| Totale Al Ahli       | Totale Al Ahli       | Totale Al Ahli       | 43         | 28         |                 | 6               | 3               |                    | 7                  | 1                  |             | 1           | 1           | 67+    | 33+    |
| 2020-2021            | Trabzonspor          | SL                   | 30         | 8          | TK              | 0               | 0               | -                  | -                  | -                  | ST          | 1           | 1           | 31     | 9      |
| 2021-2022            | Trabzonspor          | SL                   | 30         | 10         | TK              | 2               | 0               | UECL               | 4                  | 1                  | -           | -           | -           | 36     | 11     |
| 2022-feb. 2023       | Trabzonspor          | SL                   | 17         | 0          | TK              | 1               | 0               | UCL+UEL            | 2+6                | 0+0                | ST          | 1           | 0           | 21     | 0      |
| Totale Trabzonspor   | Totale Trabzonspor   | Totale Trabzonspor   | 77         | 18         |                 | 3               | 0               |                    | 12                 | 1                  |             | 2           | 1           | 94     | 20     |
| feb.-mag. 2023       | Sharjah              | PL                   | 9          | 5          | PC+CdL          | 3+1             | 1+0             | -                  | -                  | -                  | SUAE        | 1           | 0           | 14     | 6      |
| 2023-2024            | Al-Fateh             | SPL                  | 19         | 8          | KC              | 1               | 1               | -                  | -                  | -                  | -           | -           | -           | 20     | 9      |
| 2024-2025            | Al-Fateh             | SPL                  | 24         | 5          | KC              | 1               | 0               | -                  | -                  | -                  | -           | -           | -           | 25     | 5      |
| Totale Al Fateh      | Totale Al Fateh      | Totale Al Fateh      | 43         | 13         |                 | 2               | 1               |                    | -                  | -                  |             | -           | -           | 45     | 14     |
| Totale carriera      | Totale carriera      | Totale carriera      | 374        | 119        |                 | 38              | 13              |                    | 26                 | 6                  |             | 5           | 2           | 443    | 140    |

## Palmarès

### Club

#### Competizioni nazionali
- Campionato messicano: 1

Santos Laguna: Clausura 2015
- Coppa del Messico: 1

Santos Laguna: Clausura 2014
- Campeón de Campeones: 1

Santos Laguna: 2015
- Supercoppa di Turchia: 2

Trabzonspor: 2020, 2022
- Campionato turco: 1

Trabzonspor: 2021-2022
- Coppa del Presidente degli Emirati Arabi Uniti: 1

Sharjah: 2022-2023
- Coppa di Lega (Emirati Arabi Uniti): 1

Sharjah: 2022-2023
- Supercoppa degli Emirati Arabi Uniti: 1

Sharjah: 2022